# وانیک آساطریان
وانیک خاچیکی آساطریان (ارمنی: Վանիկ Խաչիկի Ասատրյան؛ زادهٔ ۳۱ ژانویهٔ ۱۹۵۶) یک سیاستمدار اهل ارمنستان است که از تاریخ ۲۰۱۷ تا تاریخ ۲۰۱۸ سمت نمایندگی دوره ششم مجلس ملی جمهوری ارمنستان را برعهده داشت.

## زندگی‌نامه
در  ۳۱ ژانویهٔ ۱۹۵۶ در اسپیتاک به دنیا آمد .